# 望月理世
望月 理世（もちづき りせ、1980年7月29日 - ）は元宝塚歌劇団花組男役で現在は女優。大阪府門真市、大谷高校出身。
公称身長168cm、血液型A型。愛称は「りせ」。

## 来歴
1998年、宝塚音楽学校入学。第86期生。
2000年、宝塚歌劇団に入団。入団時の成績は43人中6番。花組「源氏物語あさきゆめみし」で初舞台。同期には、陽月華（元宙組トップ娘役）、和涼華、城咲あい、凰稀かなめ（元宙組トップスター）、彩海早矢らがいる。
その後、花組に配属。
2002年、「エリザベート」で、少年時代のルドルフ役に抜擢される。
2003年、華城季帆と共にTAKARAZUKA SKY STAGEの第二期花組スカイフェアリーズとして活躍。
2006年、「ファントム」で新人公演初主演。
2009年3月22日、「太王四神記」千秋楽をもって退団。
退団後は、舞台を中心に活動。　
2012年、4月26日オープンのビオクラスタイル 渋谷ヒカリエShinQs店 スタッフ。

## 宝塚歌劇団時代の主な舞台
- 2000年11月、『〜夢と孤独の果てに〜 ルートヴィヒII世』新人公演：近習マイル（本役：眉月凰）／『Asian Sunrise』
- 2001年4月、『源氏物語 あさきゆめみし』冷泉帝（子供）／『ザ・ビューディーズ!』（全国ツアー）
- 2002年3月、『琥珀色の雨にぬれて』新人公演：ピエール（本役：彩吹真央）／『Cocktail-カクテル-』
- 2002年8月、『月の燈影』（バウ・東京特別）伊七
- 2002年10月、『エリザベート〜愛と死の輪舞（ロンド）〜』ルドルフ（少年時代）、新人公演：シュテファン（本役：愛音羽麗）
- 2003年3月、『おーい春風さん』角三／『恋天狗』（バウ）
- 2003年5月、『野風の笛』新人公演：豊臣秀頼（本役：彩吹真央）／『レビュー誕生 -夢を創る仲間たち-』
- 2003年10月、『二都物語』（バウ・東京特別）シャルロ
- 2004年1月、『天使の季節』士官、新人公演：アベルタン（本役：彩吹真央）／『アプローズ・タカラヅカ！ -ゴールデン90-』
- 2004年5月、『NAKED CITY』（バウ・東京特別）サム
- 2004年8月、『La Esperanza-いつか叶う-』新人公演：ベニート（新人公演：水夏希）／『TAKARAZUKA舞夢（マイム）！』
- 2004年12月、『天の鼓 -夢幻とこそなりにけれ-』（ドラマシティ・東京特別）清瀬近真
- 2005年3月、『マラケシュ・紅の墓標』隊員エドワード、新人公演：ギュンター（本役：蘭寿とむ）／『エンター・ザ・レビュー』
- 2005年7月、外部出演『R-HATTER』
- 2005年9月、『Ernest in Love』（日生劇場）八百屋（1幕）／ヨゼフ・召使い（2幕）
- 2005年11月、『落陽のパレルモ』タッジオ、新人公演：ロドーリゴ・サルヴァトーレ・フォンティーニ伯爵（本役：真飛聖）／『ASIAN WINDS!』
- 2006年3月、『Appaertement Cinema』（ドラマシティ・東京特別・名古屋特別）アドルフ
- 2006年6月、『ファントム』従者、新人公演：ファントム（本役：春野寿美礼） ＊新人公演初主演
- 2006年11月、『うたかたの恋』モーリス／『エンター・ザ・レビュー』（全国ツアー）
- 2007年2月、『明智小五郎の事件簿－黒蜥蜴（トカゲ）－』客（男）／『タキシード・ジャズ』
- 2007年7月、『源氏物語あさきゆめみしII』（梅田芸術劇場）左馬の頭／夕霧
- 2007年9月、『アデュー・マルセイユ -マルセイユへ愛をこめて-』フーケ／『ラブ・シンフォニー』
- 2008年2月、『メランコリック・ジゴロ -あぶない相続人-』ユベール／『ラブ・シンフォニーII』（中日公演）
- 2008年5月、『愛と死のアラビア』／『Red Hot Sea』
- 2008年9月、『外伝ベルサイユのばら -アラン編-』（全国ツアー）フランソワ・アルマン
- 2009年1月、『太王四神記 -チュシンの星のもとに-』カクダン　＊退団公演

## 宝塚歌劇団退団後の主な活動

### 舞台
- 2011年1月、『舞台・銀河英雄伝説 - 第一章 銀河帝国編 - 』（青山劇場）
- 2011年6月、『舞台・銀河英雄伝説 -外伝・ミッターマイヤー・ロイエンタール編-』（サンシャイン劇場）
- 2011年7月、『L’espace du journal 〜日記の空間〜』
- 2011年10月、『ニューヨークに行きたい!!』（帝国劇場）
- 2012年7月、『ルドルフ 〜ザ・ラスト・キス〜』（帝国劇場）
- 2012年11月、『エリザベート スペシャル・ガラコンサート』少年ルドルフ（東急シアターオーブ・梅田芸術劇場）
- 2013年4月、TAKARAZUKA WAY TO 100th ANNIVERSARY vol.5『DREAM LADIES』（梅田劇場メインホール、東京国際フォーラムホールC）
- 2014年6月、『シスター・アクト』（帝国劇場 他）

### テレビ
- 天才てれびくんMAX 「ミュージックてれびくん　愛のトライアングル」（2009年）宝塚（男役）指導 - 同期の湖城ゆきのと共に担当。

### ライブ・コンサート
- 愛華みれメモリアル・ディナーショー（2010年12月、東京會舘）コーラス